# Лауфен (Базель-Ланд)
Лауфен (нім. Laufen BL) — місто  в Швейцарії в кантоні Базель-Ланд, округ Лауфен.

## Географія
Місто розташоване на відстані близько 55 км на північ від Берна, 19 км на захід від Лісталя.
Лауфен має площу 11,4 км², з яких на 18,9% дозволяється будівництво (житлове та будівництво доріг), 27% використовуються в сільськогосподарських цілях, 53% зайнято лісами, 1,1% не є продуктивними (річки, льодовики або гори).

## Демографія
2019 року в місті мешкало 5643 особи (+8,5% порівняно з 2010 роком), іноземців було 25,5%. Густота населення становила 495 осіб/км².
За віковим діапазоном населення розподілялося таким чином: 19% — особи молодші 20 років, 60% — особи у віці 20—64 років, 21% — особи у віці 65 років та старші. Було 2555 помешкань (у середньому 2,2 особи в помешканні).
Із загальної кількості 4003 працюючих 17 було зайнятих в первинному секторі, 1293 — в обробній промисловості, 2693 — в галузі послуг.